# Зеленике
Зеленике су насељено мјесто у општини Дервента, Република Српска, БиХ. Према попису становништва из 1991. у насељу је живјело 436 становника.

## Становништво
| Демографија | Демографија | Демографија |
| Година      | Становника  | Становника  |
| ----------- | ----------- | ----------- |
| 1991.       | 436         |             |